# Siebenbürgisches Becken
Koordinaten: 46° 30′ 0″ N, 24° 30′ 0″ O

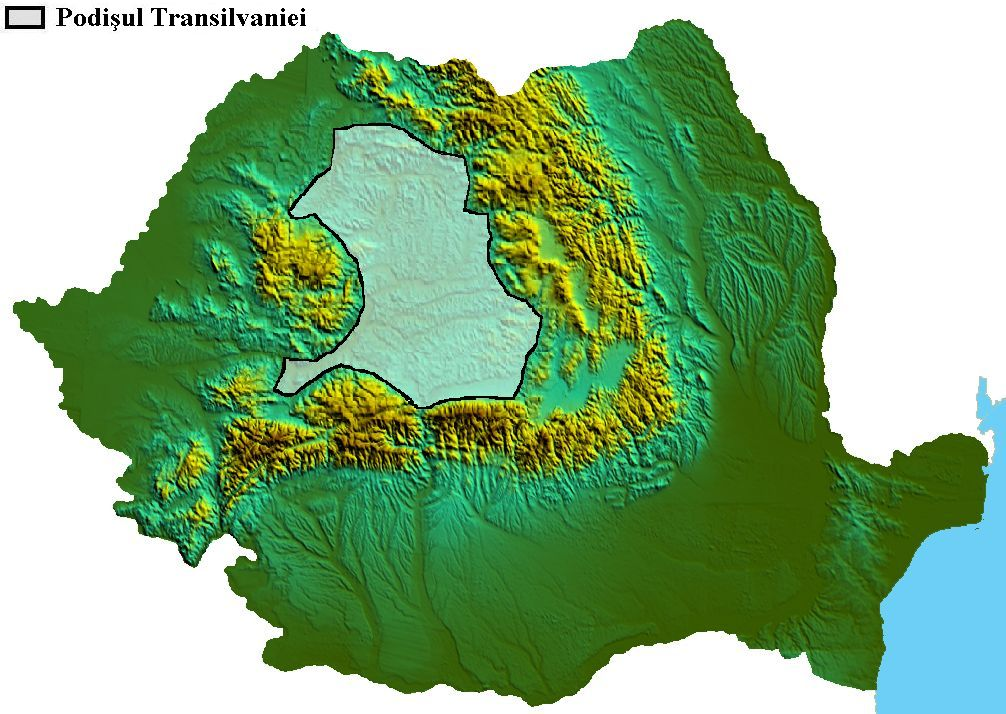
Das Siebenbürgische Becken in Rumänien

Das Siebenbürgische Becken (auch Transsilvanisches Becken, rum. Podișul Transilvaniei, Bazinul Transilvan oder Depresiunea colinară a Transilvaniei) ist eine Landschaft in Rumänien. Es stellt einen geografischen Begriff dar. In weiten Teilen entspricht es allerdings dem historischen Gebiet Siebenbürgen. Das Siebenbürgische Becken wird teilweise als der östlichste Teil des Pannonischen Beckens angesehen, nach anderer geomorphologischer Auffassung als Untereinheit der Karpaten.

## Grenzen
Das Siebenbürgische Becken wird begrenzt 
- im Osten und Nordosten von den inneren Ostkarpaten,
- im Süden von den Transsilvanischen Alpen,
- im Westen von dem Apuseni-Gebirge, darunter insbesondere von dem Meseș-Gebirge, den Gilăuer Bergen, dem Trascău-Gebirge und dem Siebenbürgischen Erzgebirge (rumänisch: Munții Metaliferi),
- im Norden vom Lapuș-Gebirge und dem Țibleș-Gebirge, d. h. Teilgebirgen der inneren Waldkarpaten, nach anderer Auffassung der inneren Ostkarpaten.

## Oberfläche
Das Siebenbürgische Becken ist überwiegend ein welliges Berg- und Hügelland, das von Nordwesten nach Südosten etwas ansteigt und durchschnittlich zwischen 300 m und 600 m liegt. Einzelne Berge erreichen bis zu 800 m. 
Das Hochland wird geomorphologisch in fünf Abschnitte unterteilt:
- im Norden das Somesch-Hochland (Podișul Someșelor)
- zentral die Siebenbürgische Heide (Câmpia Transilvaniei)
- im Süden das Kokel-Hochland (Podișul Târnavelor)
- im Südwesten das Zekesch-Hochland (Podișul Secașelor)
- im Südwesten das Harbach-Hochland (Podișul Hârtibaciului)

An den Rändern gibt es ausgedehntere Ebenen, insbesondere in den Tälern des Olt und des Mureș. Diese beiden, sowie der Someș, sind die einzigen drei Flüsse, die das ansonsten weitgehend vollständig von Gebirgen umschlossene Siebenbürgische Becken verlassen.

## Klima
Es herrscht gemäßigtes kontinentales Klima mit einer durchschnittlichen Jahrestemperatur von 8 bis 10 °C vor. Aufgrund kälterer Winter ist dabei die jahreszeitliche Temperaturspanne etwas größer als in Mitteleuropa. Die mittlere Niederschlagsmenge beträgt 550 bis 950 mm pro Jahr und nimmt von Südwesten nach Nordosten sowie mit steigender Meereshöhe zu.